# Nižné Bielovodské Žabie pleso
Nižné Bielovodské Žabie pleso (auch Nižné Žabie pleso oder Nižné Žabie pleso bielovodské  o. ä. genannt; deutsch Froschseetaler Unterer Froschsee, ungarisch Poduplaszki-Alsó-Békás-tó, polnisch Niżni Żabi Staw Białczański) ist ein Bergsee auf der slowakischen Seite der Hohen Tatra.
Er befindet sich im Tal Žabia Bielovodská dolina im Talsystem der Bielovodská dolina und seine Höhe beträgt 1675 m n.m. Seine Fläche liegt bei 46.840 m², er misst 360 × 185 m und seine maximale Tiefe beträgt 20,5 m. Im Westen grenzt der See an das Bergmassiv Sedem Granátov an der polnisch-slowakischen Grenze. Durch den See fließt der Žabí potok, ein Zufluss der Biela voda im Einzugsgebiet des Dunajec.
Der Name ist vom Talnamen übernommen worden und stammt aus einer Sage der Goldgräber, die über zauberhafte Frösche, die Schätze bewahren, erzählt. Da es mehrere Täler mit dem Namen Žabia dolina (wörtlich Froschtal) gibt, ist die Lage durch die Adjektive nižné (Unter-) und Bielovodské (Weißwasser-, beide slow. n.) präzisiert und dient andererseits zur Unterscheidung vom höher gelegenen See Vyšné Bielovodské Žabie pleso weiter nördlich. Zur Unterscheidung von ähnlich genannten Seen im nahen Tal Mengusovská dolina erschien im 19. Jahrhundert die Sammelbezeichnung nördliche Froschseen (deutsch) beziehungsweise Északi-Békas-tavak.
Der See ist wie das gesamte Tal für Touristen gesperrt, dies gilt auch für Mitglieder alpiner Vereine und Touristen mit einem Bergführer. Der Steg zum See ist nur für Angestellte der Nationalparkverwaltung bestimmt.